# Dziekanów Nowy
Dziekanów Nowy [d͡ʑeˈkanuf ˈnɔvɨ] est un village polonais de la gmina de Łomianki, situé dans la Powiat de Varsovie-ouest et dans la voïvodie de Mazovie, dans le centre-est de la Pologne.
Il se situe à environ 6 kilomètres au nord-ouest de Łomianki, 17 kilomètres au nord d'Ożarów Mazowiecki et 21 kilomètres au nord-ouest de Varsovie.
Le village a une population de 312 habitants en 2008.